# Resultados de exercícios futuros
Resultados de exercícios futuros são as receitas de exercícios futuros correspondem a um acréscimo no ativo da companhia que ocorre antes de ela cumprir sua obrigação contratual, o que normalmente corresponde à entrega da coisa vendida, ou à prestação de serviço contratado. Exemplo: aluguéis recebidos antecipadamente.
- O REF não mais existe sendo agora classificado, dentro do Passivo não circulante, como Receita Diferida -  Art. 299-B, L./6404/96.